# Nikolaus Roth

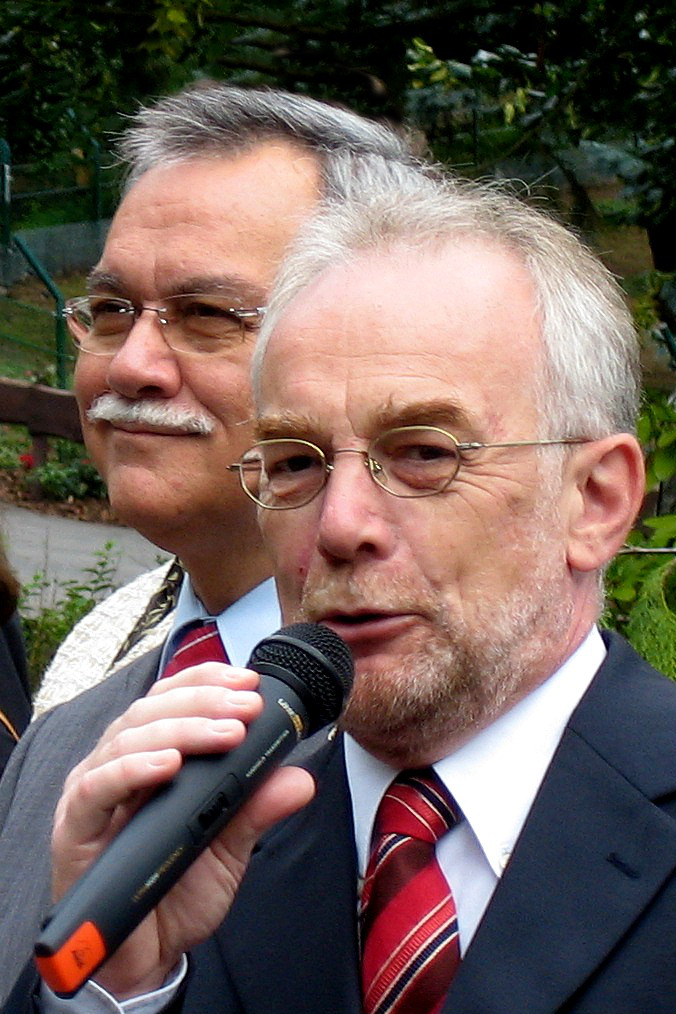
Nikolaus Roth und Innenminister K.-P. Bruch (2006)

Nikolaus Roth (* 1. November 1957 in Trier; † 2. Juli 2017 in Griechenland) war ein deutscher Politiker (SPD). Von 2000 bis zu seinem Tod war er der erste direkt gewählte Oberbürgermeister der Stadt Neuwied.

## Leben und Beruf
Roth wuchs mit drei Geschwistern in Trier auf, wo er die Volks- und Realschule und schließlich das Gymnasium besuchte. 1977 legte er sein Abitur ab. Danach studierte er Jura an der Universität Mainz und absolvierte seinen Zivildienst im Rettungsdienst. 1984 schloss er das Studium ab. Daraufhin war er zunächst Rechtsreferendar beim Oberlandesgericht Koblenz sowie wissenschaftlicher Mitarbeiter an der Universität Mainz. Daneben war er in einer Anwaltskanzlei tätig.
Roth war verheiratet und Vater von zwei Kindern. Erst kurz vor seinem Tod wurde er zudem Großvater eines Enkelkinds.

## Partei und Politik
Im Alter von 15 Jahren trat Roth in die SPD ein. Von 1994 bis 1997 war er Kreisvorsitzender der SPD im Landkreis Altenkirchen, später war er Vorsitzender des SPD-Stadtverbands Neuwied. Von 1999 bis zu seinem Tod war er Mitglied des Neuwieder Kreistags.

## Öffentliche Ämter
1989 wurde Roth durch den damaligen Landrat Hans-Dieter Deckert zum Dezernenten für Recht und Soziales des Landkreises Neuwied berufen. Zum 1. Januar 1992 wechselte er zum Landkreis Altenkirchen, wo er das Amt des Ersten hauptamtlichen Beigeordneten bekleidete. Zum 1. Oktober 1997 kehrte er nach Neuwied zurück, wo er zum Ersten Beigeordneten und Bürgermeister berufen wurde.
Im Jahr 2000 kandidierte Roth erfolgreich für das Amt des Oberbürgermeisters. 2007 und 2015 wurde er in diesem Amt bestätigt.
In seiner Funktion als Oberbürgermeister gehörte Roth zahlreichen Aufsichtsräten an, etwa beim Zoo Neuwied, der Sparkasse Neuwied und den Stadtwerken Neuwied. Seit dem Jahr 2000 war er Vorsitzender des Kuratoriums des DRK-Kreiskrankenhauses Neuwied sowie der Abraham und David Roentgen Stiftung und der Freiwilligen Feuerwehr Neuwied. Beim Verband kommunaler Unternehmen war er stellvertretender Vorsitzender der Landesgruppe Rheinland-Pfalz. Seit dem Jahr 2014 war er stellvertretender Vorsitzender des Städtetags Rheinland-Pfalz. Ferner war er stellvertretender Vorsitzender der Prinz Maximilian zu Wied-Stiftung.

## Tod
Am 2. Juli 2017 starb Roth während eines Segeltörns, als er sich mit seiner Familie im Urlaub in Griechenland befand. Er wurde auf dem Friedhof Sohler Weg in Heddesdorf beigesetzt.
Die Amtsgeschäfte übernahm der Erste Beigeordnete Jan Einig (CDU), der bei den Neuwahlen kurze Zeit später auch offiziell zum Oberbürgermeister gewählt wurde.